# Oakland Museum of California

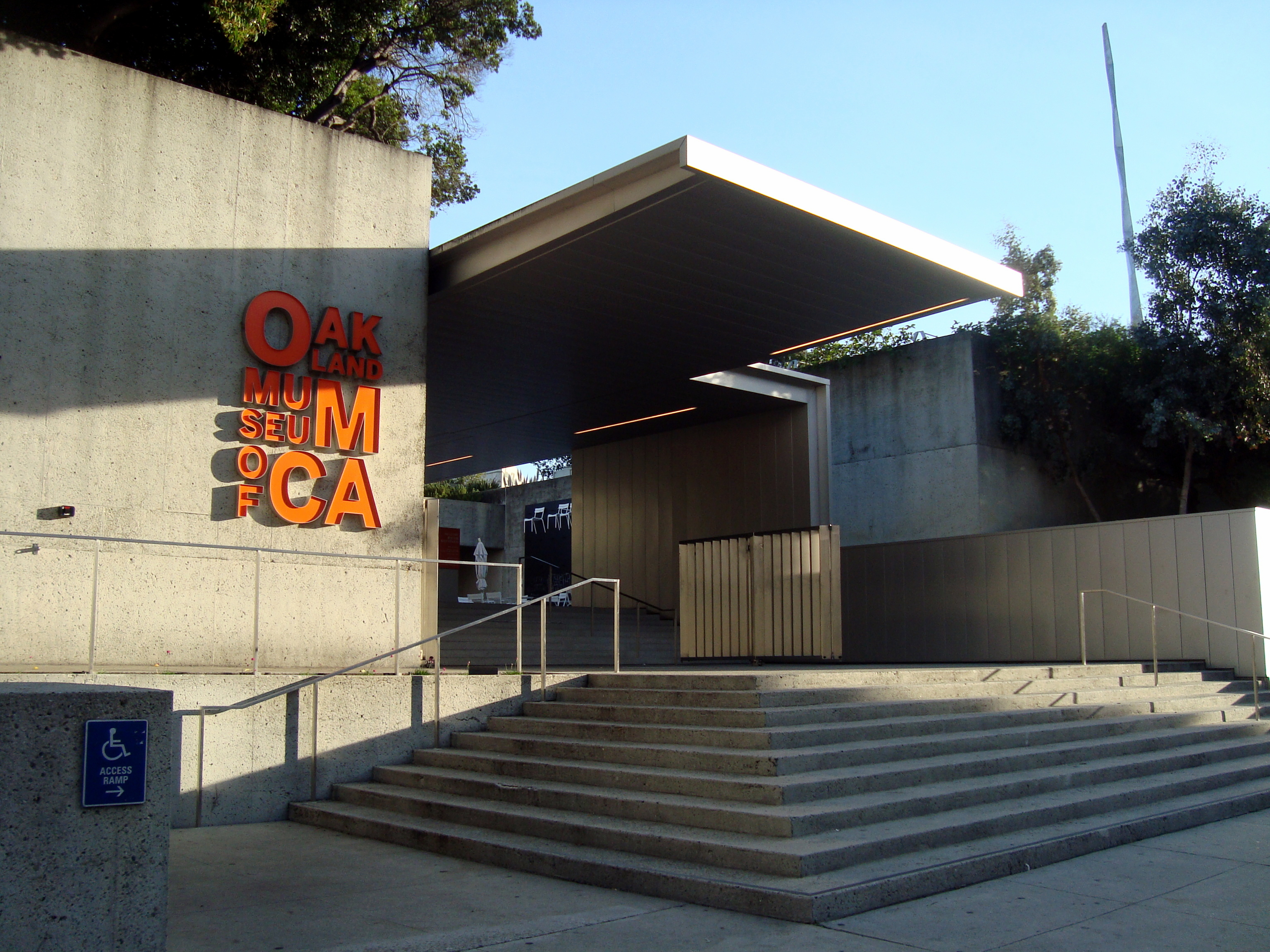
Oakland Museum of California, Eingang

Das Oakland Museum of California (OMCA) ist ein interdisziplinäres Museum in Oakland, Kalifornien, das sich der Kunst, Geschichte und Naturwissenschaft des Staates widmet.

## Geschichte
Das Museum wurde 1969 eröffnet und vereinte drei zuvor unabhängige Institutionen: das Oakland Public Museum (gegründet 1910), die Oakland Art Gallery (gegründet 1916) und das Snow Museum of Natural History (gegründet 1922). Mit der Zusammenführung unter einem Dach soll die Vielfalt Kaliforniens dargestellt werden.

## Architektur
Das Museumsgebäude wurde vom Architekturbüro Kevin Roche John Dinkeloo and Associates LLC entworfen, mit Landschaftsgestaltung von Dan Kiley und Gärten von Geraldine Knight Scott. Es gilt als bedeutendes Beispiel für die Architektur der Moderne und die Integration von Innen- und Außenräumen. Das Betongebäude besteht aus drei Ebenen, die jeweils einer der Sammlungen – Kunst, Geschichte und Naturwissenschaften – gewidmet sind. Die Außenanlagen umfassen terrassenförmig angelegte Dachgärten, Innenhöfe, Freiplastiken, eine große Rasenfläche und einen Koi-Teich. Zwischen 2009 und 2013 wurde das Museum von Mark Cavagnero Associates umfassend renoviert und erweitert.

## Sammlungen
Die Sammlungen des OMCA umfassen mehr als zwei Millionen Objekte, darunter bedeutende Kunstwerke, historische Artefakte, ethnographische Objekte, naturkundliche Sammlungen und Fotografien. Diese Vielfalt ermöglicht es dem Museum, die Faktoren zu erforschen und darzustellen, die den Charakter und die Identität Kaliforniens prägen - von seinen außergewöhnlichen Naturlandschaften über seine aufeinander folgenden Einwanderungswellen bis hin zu seiner einzigartigen Kultur der Kreativität und Innovation.

## Auswahl

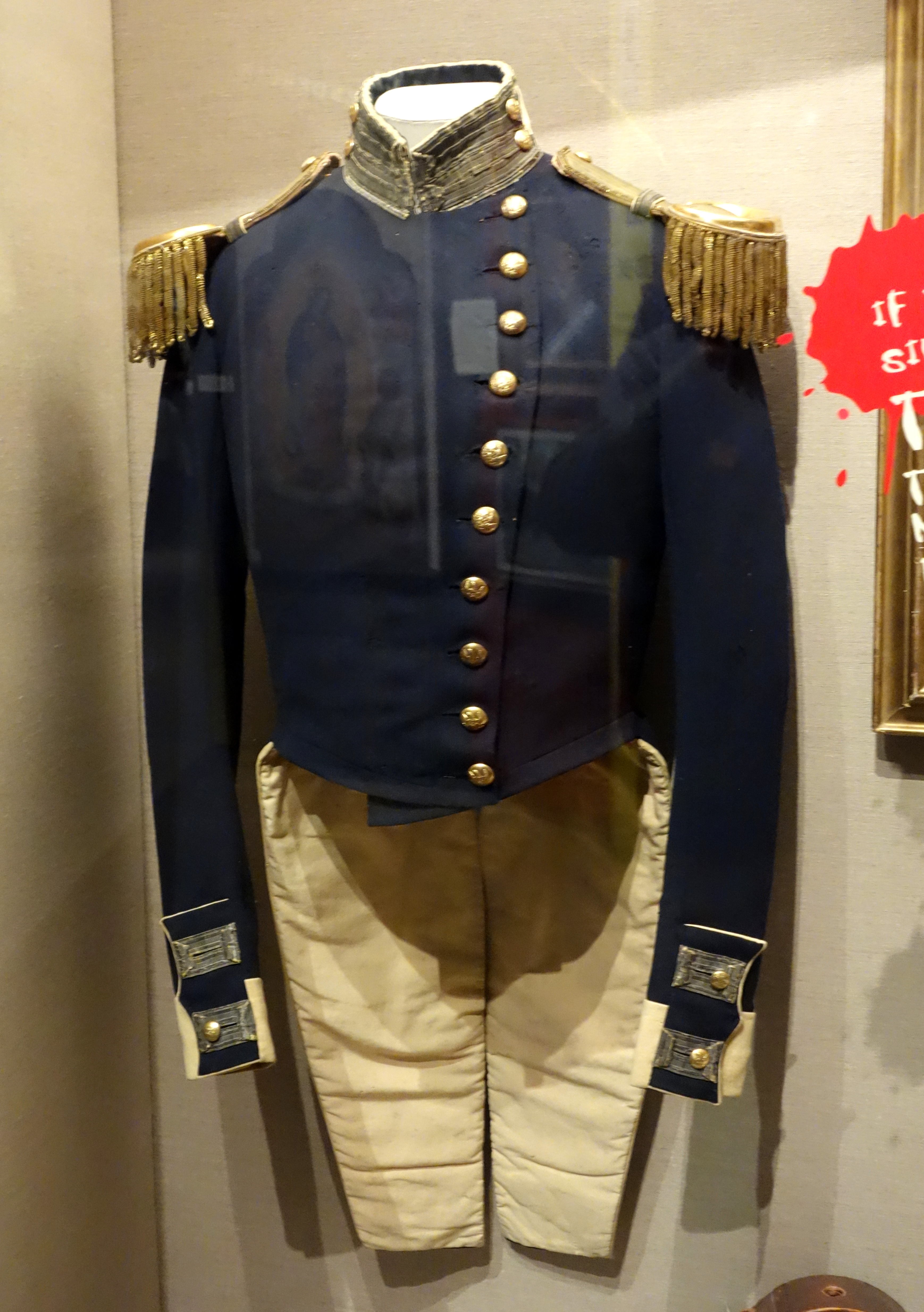
Uniform aus dem Mexikanisch-Amerikanischen Krieg
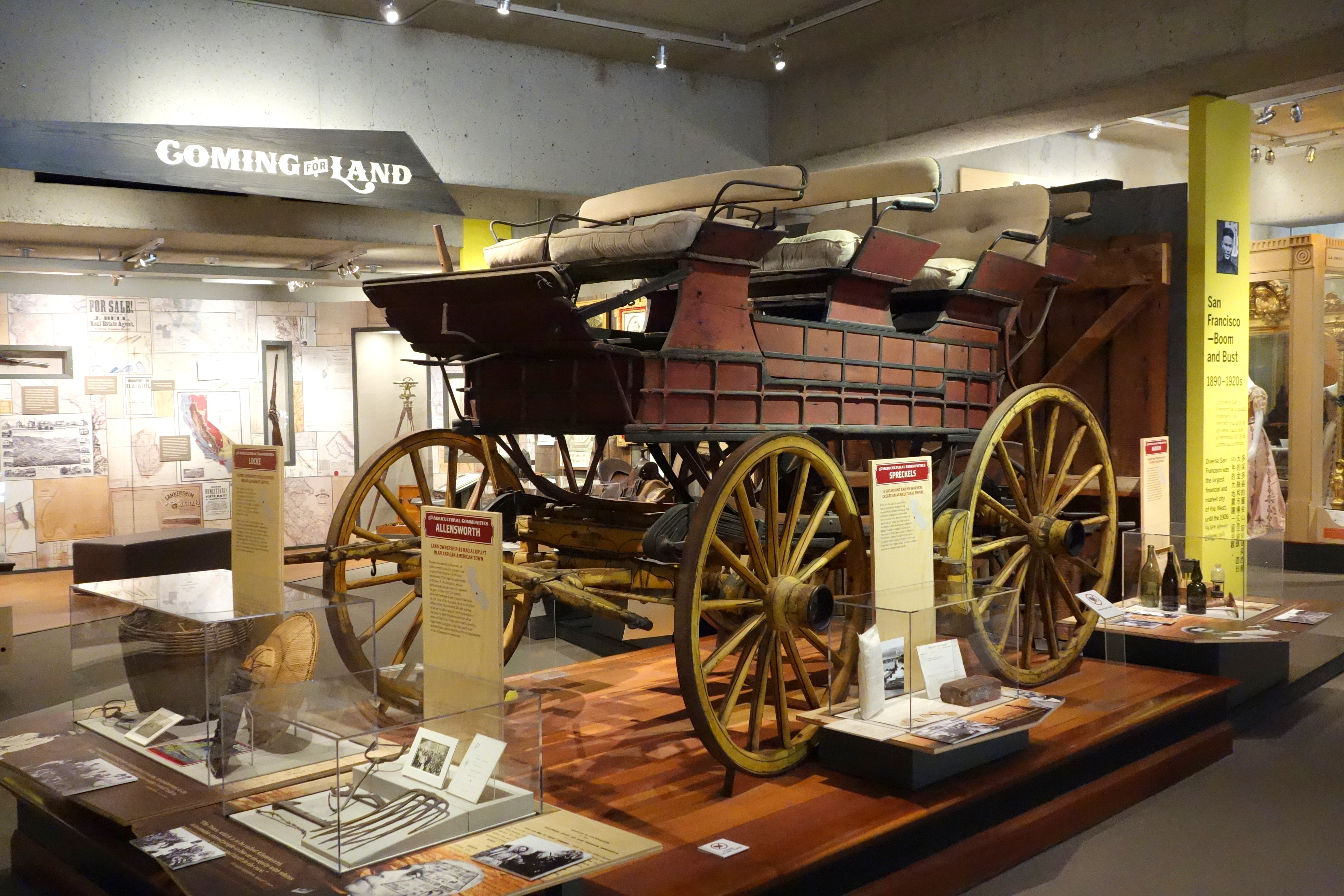
Coach (Kutsche)
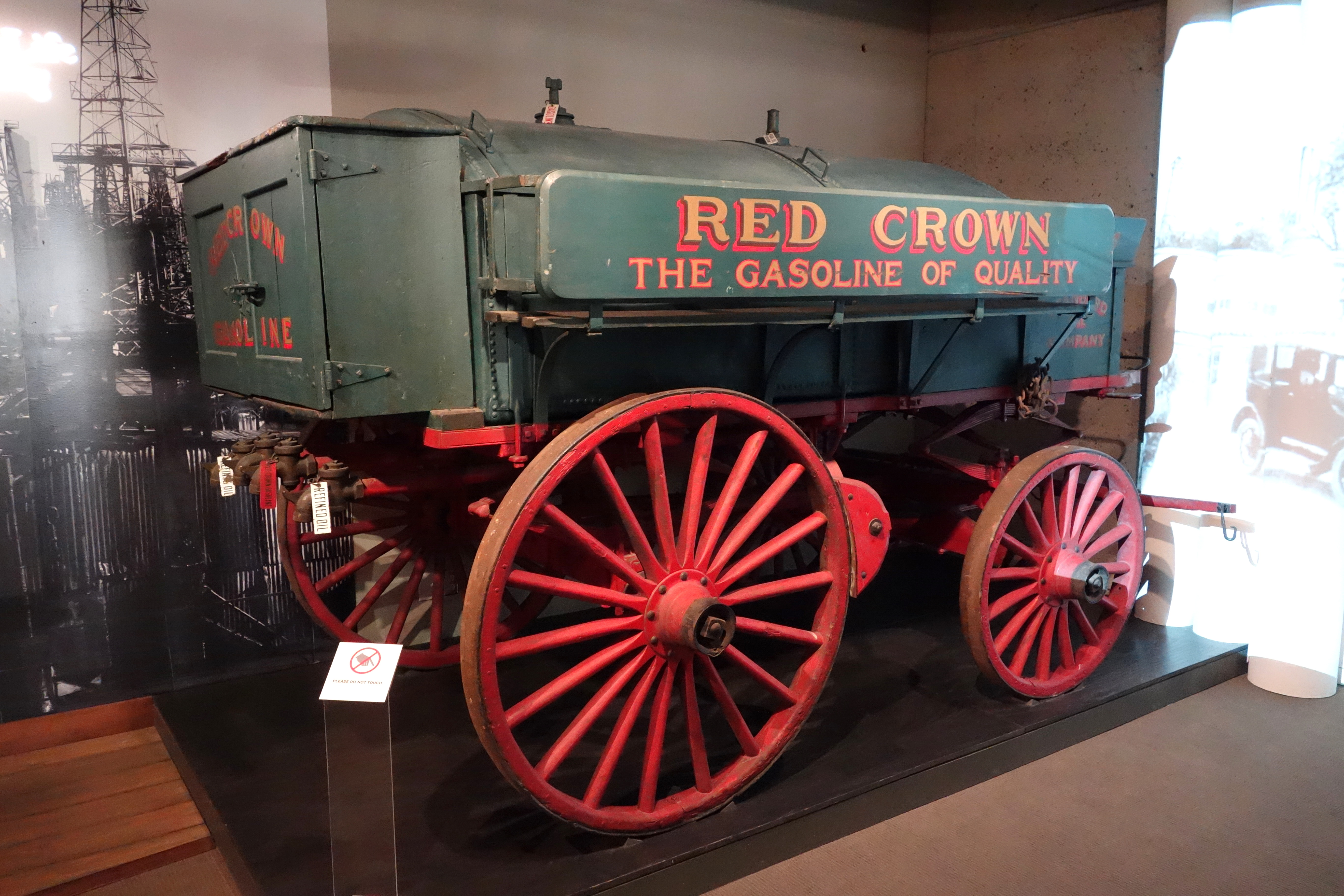
Red Crown Gasoline Wagon
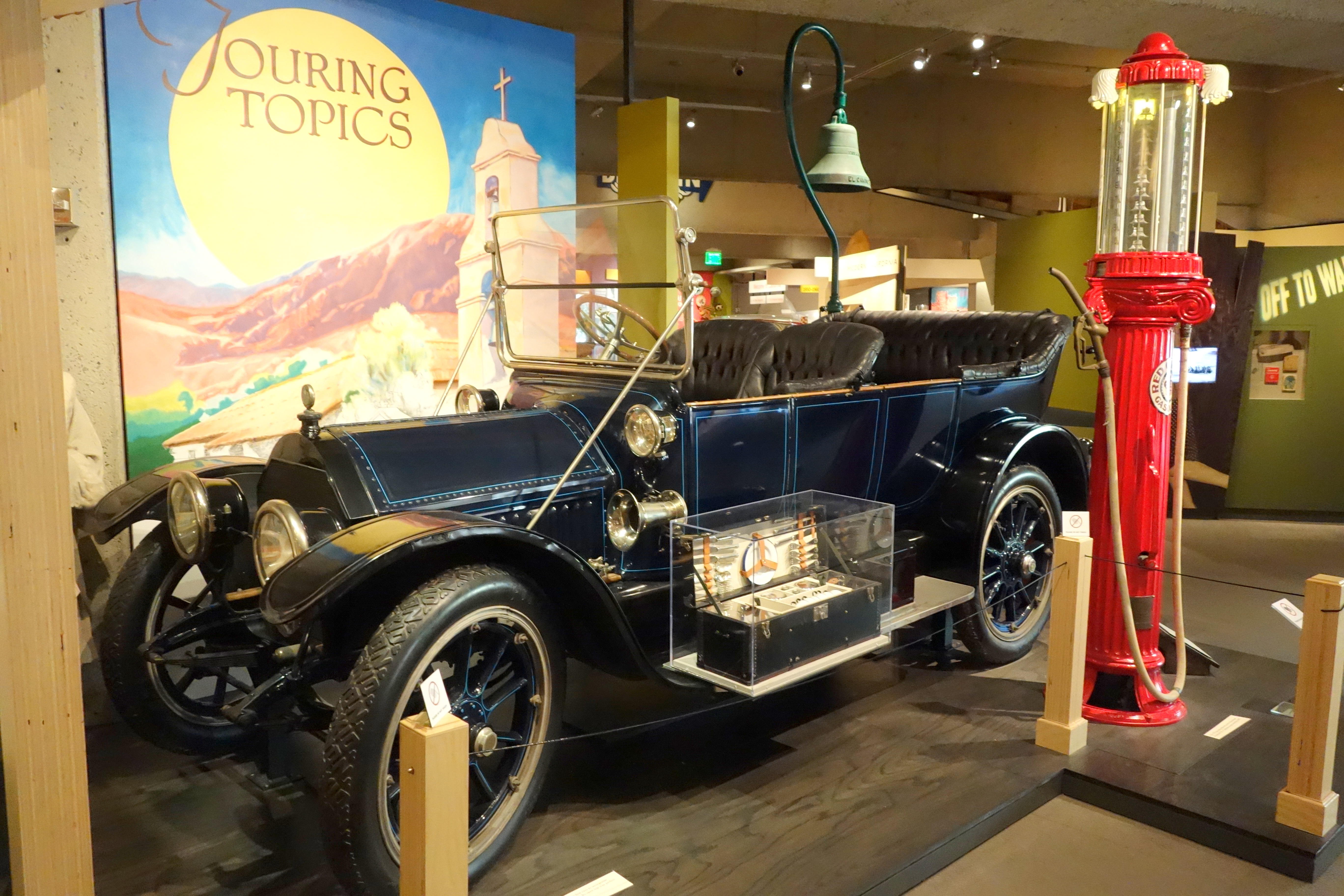
Cadillac, 1913
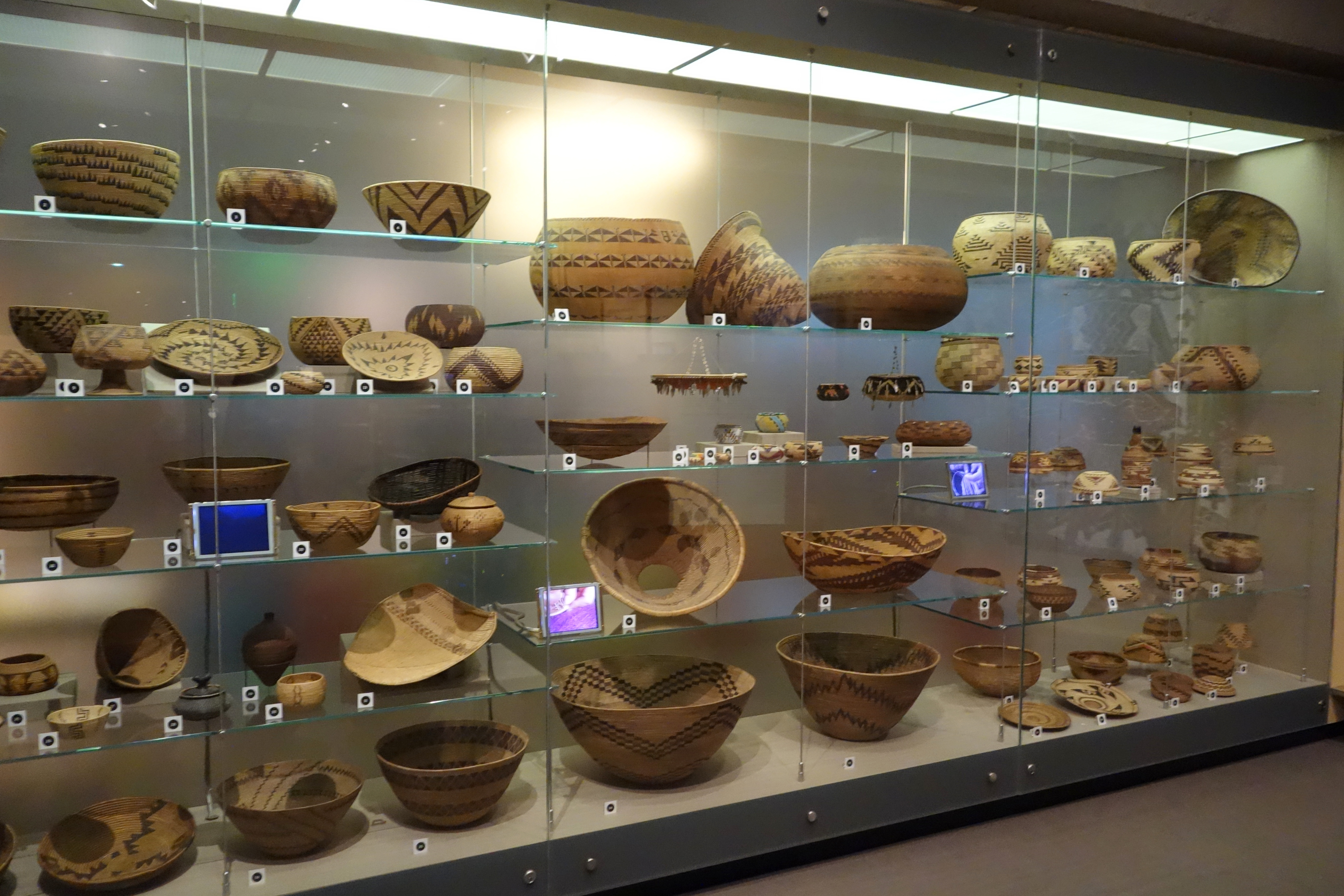
Baskets (Flechtarbeiten)
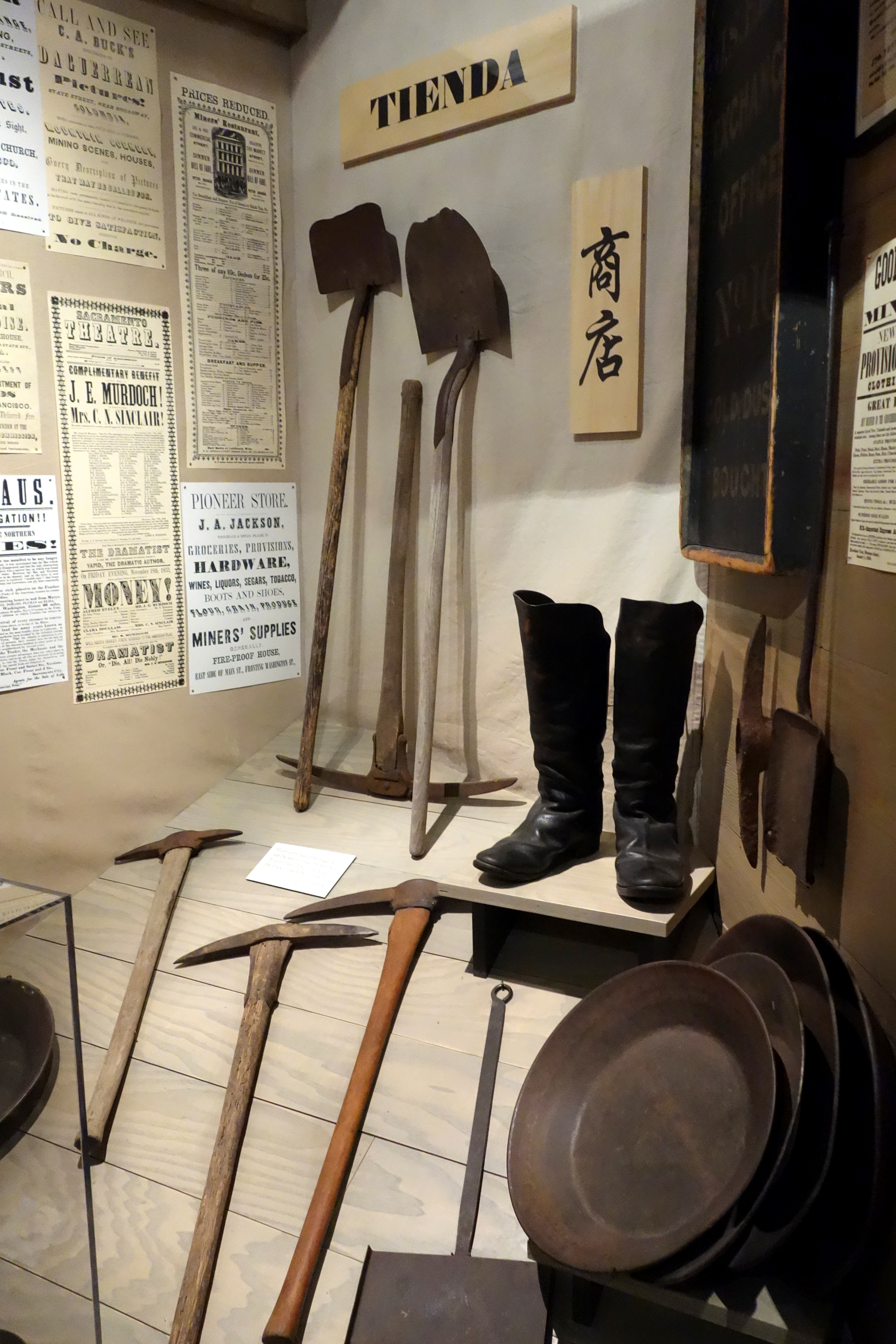
Ausstellung über die Goldrauschzeit
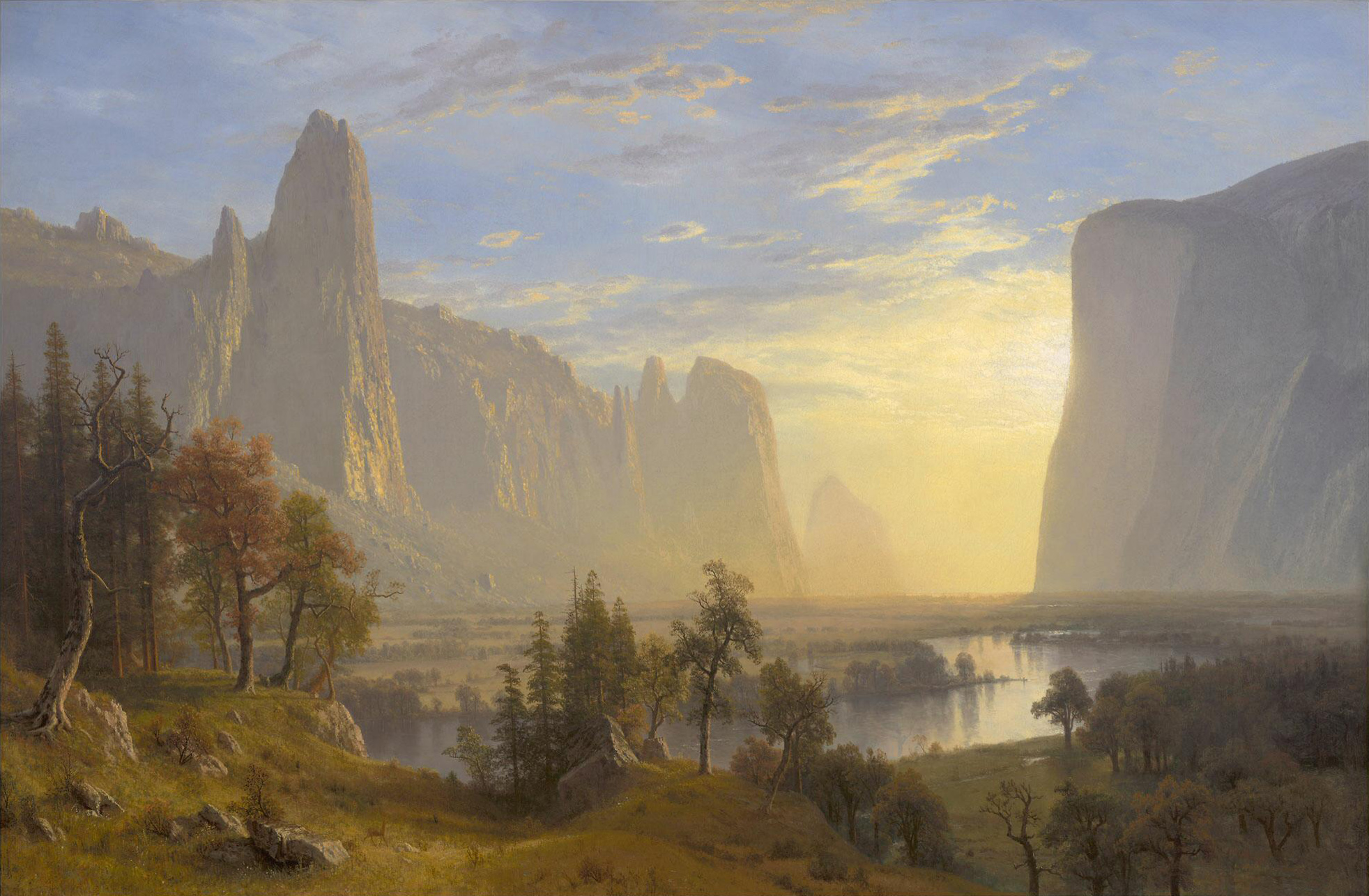
Albert Bierstadt: Yosemite Valley, 1868
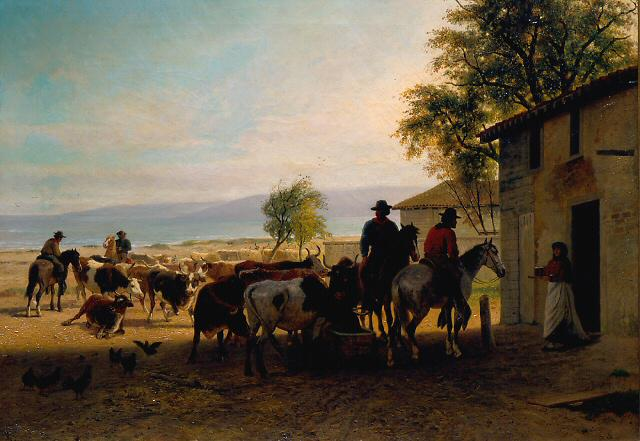
Carl Wilhelm Hahn: Ranch Scene, Monterey, California, 1875
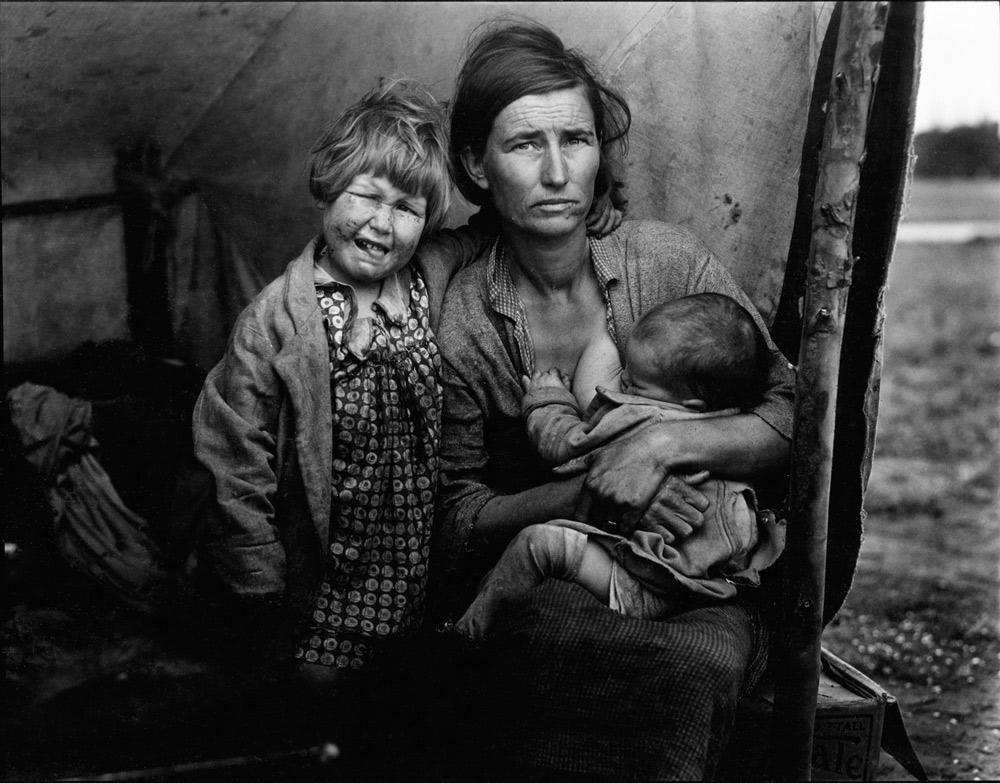
Florence Owens Thompson und ihre Kinder in ihrem Zelt in einem Erbsenpflücker-Camp in Nipomo, Kalifornien, 1. März 1936. Fotografie von Dorothea Lange
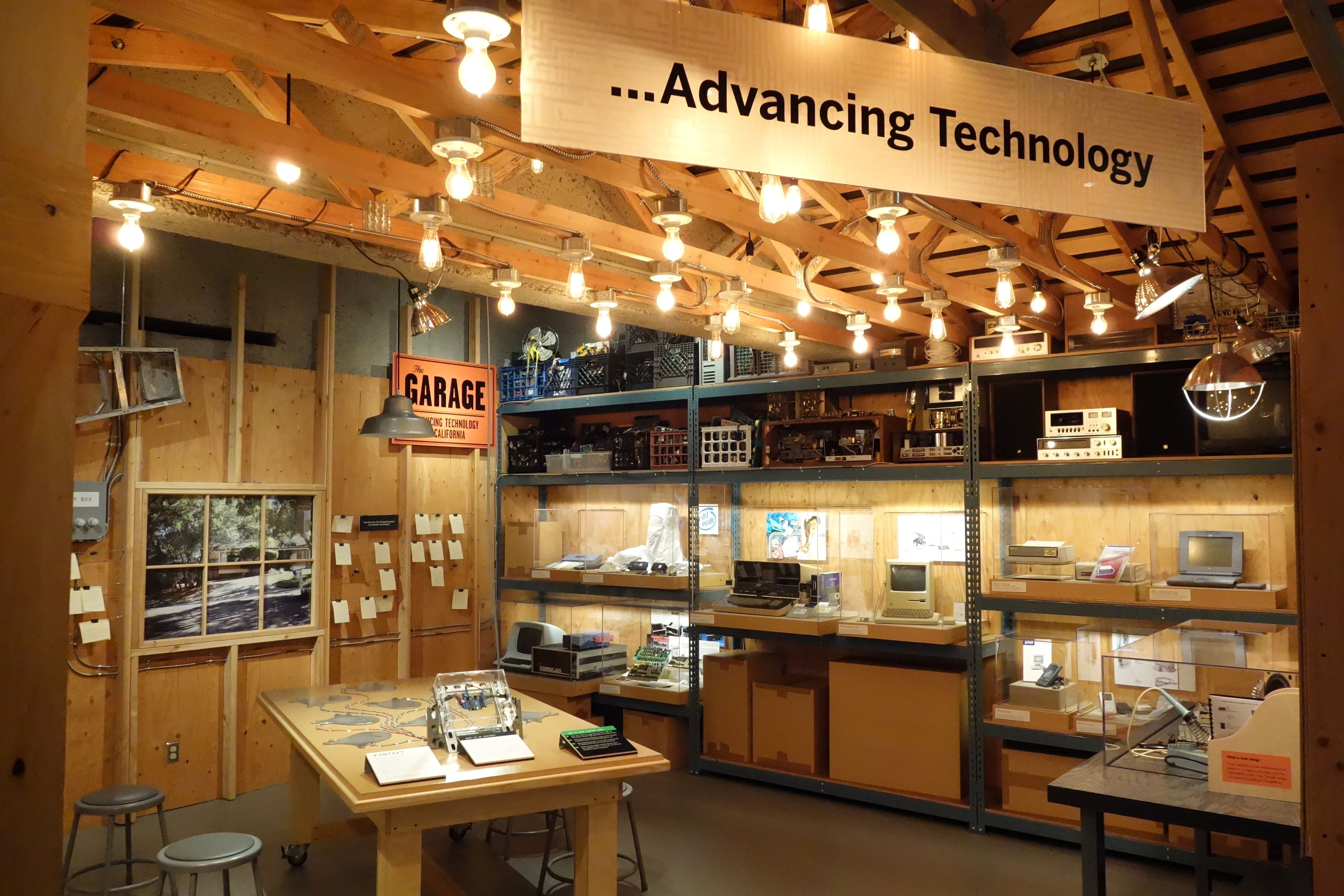
Ausstellung Computertechnik